# Eunicicola clausi
Eunicicola clausi is een eenoogkreeftjessoort uit de familie van de Eunicicolidae. De wetenschappelijke naam van de soort is voor het eerst geldig gepubliceerd in 1877 door Kurz.